# Lydekkerina
Lydekkerina és un gènere extint d'amfibi prehistòric que va viure al període Triàsic.